# Svenska social- och kommunalhögskolan

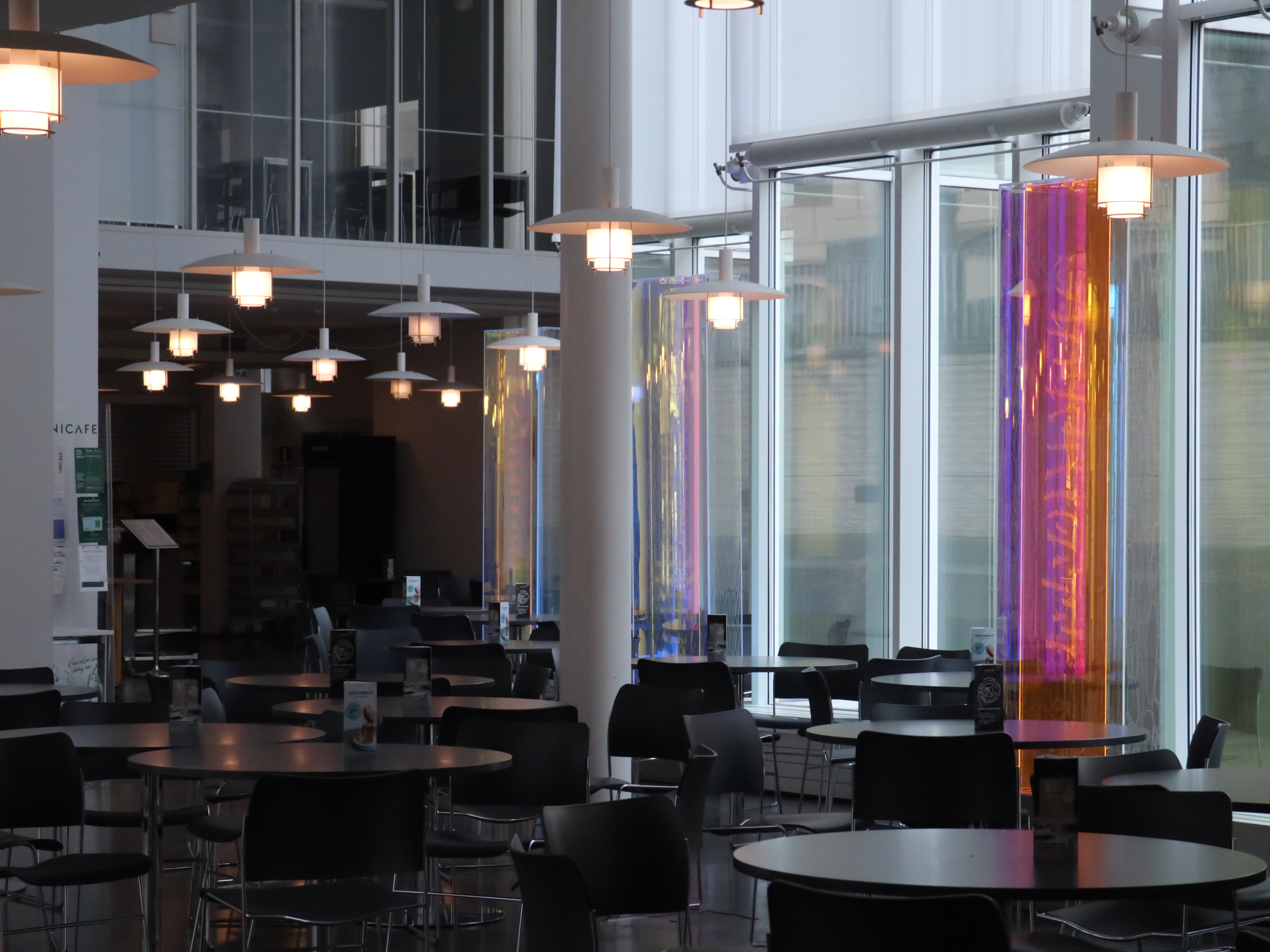
Matsalen i Soc&kom.

Svenska social- och kommunalhögskolan (förkortning: Soc&kom eller SSKH) är en fristående samhällsvetenskaplig enhet vid Helsingfors universitet. Undervisnings- och förvaltningsspråket vid skolan är svenska, och man kan där avlägga kandidat- och magisterexamen inom huvudämnen statskunskap med förvaltning, sociologi, journalistik, socialpsykologi, socialt arbete och socialpolitik samt kandidatexamen i rättsvetenskap (offentlig rätt). 
Enheten har ca 500 studerande (2006) och 41 medlemmar av undervisningspersonalen. Enheten fungerar sedan hösten 2009 i en ny byggnad vid Snellmansgatan 12 (Yrjö-Koskinens gata 3) i samband med centrumcampuset. Tidigare var skolan belägen på Topeliusgatan 16 i Bortre Tölö.
Högskolan grundades år 1943 som en privat högskola vid namn Svenska medborgarhögskolan. Skolans ursprungliga uppgift var att utbilda funktionärer till att betjäna Finlands svenskspråkiga befolkning. Skolan omdöptes till Svenska social- och kommunalhögskolan år 1964 samtidigt som den flyttade till Bortre Tölö. Skolan förstatligades 1974 och anslöts till Helsingfors universitet 1984. Högskolans forskningsenhet grundades år 1986. Forskningsenheten flyttade 1993 till Norra Hesperiagatan 15  och år 2009 vidare till högskolans nybygge. Högskolan har ett nära samarbete med universitetets statsvetenskapliga fakultet.
Efter avläggande av kandidatexamen kunde man till och med år 2016 utan skilt inträdesprov påbörja magisterstudierna i motsvarande läroämnen vid statsvetenskapliga fakulteten, och Soc & kom gav undervisning endast på kandidatnivå. År 2017 grundades ett magisterprogram vid institutionen och studenterna får en studierätt dit. Reformen kritiserades först för hastigt genomförande eftersom många hade påbörjat sina kandidatstudier i tron att man får fortsätta vidare till statsvetenskapliga fakulteten och det fanns rädsla för att man inte skulle få göra så. Studenter som har påbörjat sina studier före 2017 får dock fortsätta till statsvetenskapliga fakulteten.
Svenska social- och kommunalhögskolans halarfärg är gul.

## Rektorer
- 1995–2014: Henrik Hägglund
- 2015–2018: Mirjam Kalland
- 2018–2022: Johan Bärlund
- 2023–2024: Tuomas Martikainen[4]